# تعليم العالم
تعليم العالم هي منظمة دولية غير ربحية تركز على التنمية الدولية، والتعليم، وبرامج التبادل. مقرها في براتلبورو، ولاية فيرمونت.

## الاختصاص
تعليم العالم يحرر إمكانيات الأشخاص لمعالجة القضايا العالمية الهامة من خلال المجالات الخمسة الأساسية للبرنامج:
1. التجربة في الحياة الدولية.
2. SITالدراسة في الخارج (بما في ذلك برنامج الشرف الدولي).
3. معهد الخريجين SIT (مدرسة التدريب الدولي سابقاً).
4. التنمية الدولية، وبرامج التبادل.[4]